# Roger III. (Sizilien)
Roger III. (* 1175; † 24. Dezember 1193) war der Sohn und Erbe des Königs Tankred von Sizilien.
Sein Vater arrangierte 1193 seine Ehe mit Irene, der Tochter des byzantinischen Kaisers Isaak II., und ließ seinen Sohn zum Mit-König krönen, um dessen Nachfolge gegenüber den Ansprüchen Konstanzes und Heinrichs VI. abzusichern. Roger starb jedoch bereits im Jahr darauf, kurz vor seinem Vater, der am 20. Februar 1194 starb. Sein jüngerer Bruder Wilhelm III. bestieg unter der Regentschaft beider Mutter, Sibylle von Acerra, den Thron.
Nachdem Kaiser Heinrich VI. am 20. November 1194 in Palermo eingezogen war und am 25. Dezember Wilhelm abgesetzt hatte, heiratete Rogers Witwe im Jahr 1197 Heinrichs Bruder Philipp von Schwaben.